# Istoria creștinismului

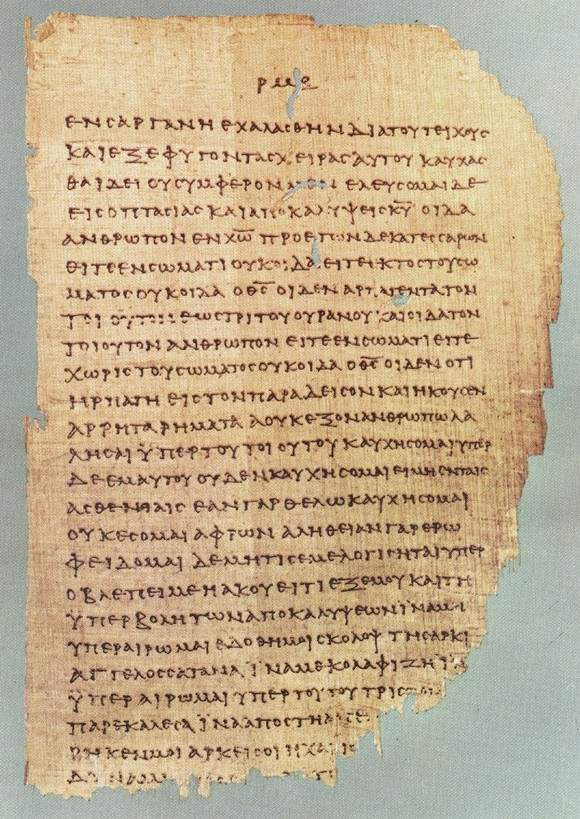
^{46}, cel mai vechi papirus păstrat cu epistolele pauline (sec. al III-lea)

Istoria creștinismului sau istoria bisericească este, deopotrivă, o disciplină a istoriei și a teologiei, care se ocupă atât cu studiul evoluției credinței creștine, cât și cu studiul instituționalizării și răspândirii creștinismului, de la începuturi și până în zilele noastre. Creștinismul a apărut în prima jumătate a secolului I, fiind credința unui grup de evrei din Palestina care l-au identificat pe Isus din Nazaret cu Mesia.
De-a lungul istoriei, creștinismul a fost marcat de schisme și dispute teologice care au avut ca efect apariția unor biserici distincte. Principalele ramuri ale creștinismului sunt reprezentate de Biserica Ortodoxă Răsăriteană și Biserica Romano-Catolică, urmate de bisericile protestante.
Inițial, creștinismul începea să se dezvolte în Ierusalim și mai apoi în întregul Orient Mijlociu, devenind ulterior religie de stat în Armenia (301 sau 314), Etiopia (325), Georgia (337) și, în final, religia de stat a Imperiului Roman (380).
Creștinismul a cunoscut o dezvoltare fără precedent în perioada Evului Mediu și o răspândire geografică deosebită în perioada marilor descoperiri geografice, devenind una din cele mai răspândite religii de pe glob (circa 2,38 miliarde de adepți, aproximativ o treime din populația lumii).

## Antichitate

### Creștinismul primar
„Ce poate fi mai variat decât acest fenomen pestriț, creștinismul în lumea modernă? De fapt, s-ar putea să existe un răspuns: creștinismul în lumea antică.”
Creștinismul este întemeiat pe baza credințelor despre Iisus. Ziua de naștere a Bisericii este la 50 de zile de la Învierea lui Iisus, în acea zi convertindu-se (conform legendei, dar neconfirmat istoric) aproximativ 3000 de oameni, care, după Pogorârea Duhului Sfânt, ar fi pornit în lume alături de apostoli și ar fi convertit alte popoare la creștinism.
Faptele Apostolilor 4:4 povestește de Simon Petru vorbind unui public de 5000 de oameni. Profesorul de Noul Testament Robert M. Grant⁠(en)[traduceți] spune: „Luca se auto-considera drept istoric, dar sunt multe obiecții care pot fi ridicate împotriva credibilității istorisirilor sale […] ‘Statisticile’ lui sunt imposibile; Petru nu s-ar fi putut adresa la trei mii de oameni fără a avea microfon, iar deoarece populația Ierusalimului era în jur de 25-30 000, creștinii nu puteau număra cinci mii.”
Sociologul religiilor Rodney Stark a estimat rata creșterii numărului de creștini la circa 40%/deceniu, susținând că nu avuseseră loc convertiri în masă până la legalizarea creștinismului. El consideră corectă cifra de 25 mii de locuitori ai Ierusalimului din acea vreme. În timp ce modul la care Stark a citit sursele antice este considerat „naiv”, calculele sale sunt sofisticate și bazate pe dovezi ținând de creșterea noilor mișcări religioase din lumea contemporană nouă.
Bart Ehrman estimează că în 60 d.Hr. erau multe sute de creștini în toată lumea (dar nu zeci de mii de creștini). Un volum publicat de editura Universității Cambridge dă următoarele numere: 1400 de creștini în 50 d.Hr. și 7400 de creștini în 100 d.Hr. (cu mențiunea că acestea sunt estimate plauzibile și nu date absolut certe; în alte pagini Keith Hopkins⁠(en)[traduceți] estimează că erau circa 7000 creștini în 100 d.Hr.). Articolul inițial care oferea aceste date a fost publicat la editura Universității Johns Hopkins.
O altă sursă este de acord cu estimatul lor de 7000-7500 creștini în 100 d.Hr. Un manual de istoria creștinismului de la editura Universității din New York este și el de acord, deși exprimă unele dubii. Un alt sociolog al religiei este și ea de acord.

### Părinții Apostolici
Apostolii au pornit prin lume și au convertit la creștinism populația din multe orașe. Cei mai importanți apostoli au fost Simon Petru și Pavel.

### Persecuțiile împotriva creștinilor
Pentru păgâni problema nu era pe cine adorau creștinii, ci faptul că foștii păgâni nu mai respectau zeii păgâni. Evreilor le era permis acest lucru, dar nu și creștinilor, care nu erau considerați o religie pe motivul că toate religiile sunt străvechi. Când se întâmpla un dezastru natural, o molimă sau o înfrângere militară vina cădea pe faptul că creștinii nesocotesc zeii păgâni, ceea ce atrăgea furia maselor. A nu participa la adorarea zeilor imperiului și a împăratului era considerat un act de trădare. Dar a fi creștin nu era o infracțiune (pentru cea mai mare parte a acelor secole). Primul împărat roman care i-a persecutat pe creștini a fost Nero (54-68 e.n), el dând foc Romei în anul 64 e.n, și învinovățindu-i pe câțiva creștini pentru acel incendiu (Nero avea treabă cu creștinii din Roma, creștinilor din alte orașe nu le-a făcut nimic). Unii cercetători moderni au pus la îndoială corectitudinea relatării, deoarece această persecuție este menționată prima oară spre sfârșitul secolului IV d.Hr., ceea ce trezește suspiciuni că ar fi fictivă.
Pliniu cel Tânăr s-a adresat împăratului pentru că nu știa ce să facă cu creștinii. Creștinii încălcau interdicția de a se întruni (întrunirile de orice fel erau interzise în toată provincia de teama răzmerițelor). Pliniu a ajuns la concluzia că cei care oferă jertfe zeilor nu pot fi considerați creștini.
În secolul al doilea au apărut unele controverse între creștini și politeiști care au mărit procesul de prigonire. Faptul că creștinii se întâlneau pe întuneric, înainte de ivirea zorilor, sărutându-se pe gură și numindu-se „frate” și „soră” a dat naștere zvonului că creștinii se țin de orgii incestuoase. Faptul că ei mâncau carnea fiului și beau sângele lui a dat naștere zvonului că creștinii sunt canibali de copii.
În primele două secole d.Hr. creștinismul era o sectă minusculă, de aceea ea nu a făcut mari griji împăraților. Biserica nu era angajată într-o luptă pentru existență în primele ei secole, înainte ca Imperiul Roman s-o adopte drept religie națională. Persecuțiile contra creștinilor erau sporadice și doar evenimente locale.
De la început trebuie să subliniez că opoziția organizată față de creștini a provenit, în cea mai mare parte, din incidente izolate. Biserica nu a suferit persecuții violente perene. Ideea că creștinismul era o religie ilegală, sub supraveghere constantă de către aparatul de stat, care a provocat martiriu multor mii de credincioși, forțând biserica subterană în catacombele romane - toate acestea sunt mai mult lucruri din filmele de la Hollywood decât din istorie. Creștinismul nu a fost declarat ilegal în Imperiu înainte de mijlocul secolului al III-lea. Nu au existat legi sau decrete la nivelul întregului imperiu emise de autoritățile centrale din Roma care să interzică credința. De regulă creștinii nu s-au ascuns. În cea mai mare parte, au trăit o viață perfect normală în mijlocul altor religii. Ideea este: catacombele nu erau locuri de întâlnire pentru creștinii forțați să se adune într-o celulă clandestină de teama persecuției violente. Persecuția în sine a fost rară și au fost relativ puține victime.— Bart Ehrman

### Apologeții
Sub denumirea generică de apologeți sunt cuprinși scriitori creștini din secolul al II-lea care au apărat creștinismul în fața autorităților, dar și în fața atacurilor venite dinspre intelectualii păgâni sau evrei (în cazul lui Iustin Martirul). Mulți dintre ei – cei despre care există informații – s-au convertit la maturitate. Erau oameni educați, capabili să poarte un dialog polemic în termenii filosofiei vremii lor.

### Controversele teologice din secolul al II-lea
Istoricii moderni, începând cu Walter Bauer neagă viziunea de istorie a bisericii a lui Eusebiu și anume că de la început ar fi fost clar care e adevărul creștin și că ereticii ar fi fost inspirați de Diavol să-l combată: ideea unității teologice a Bisericii creștine este un mit răspândit propagandistic de slujbașii bisericii la mult timp după evenimente, o mistificare sfruntată a realității istorice.

### Dispute teologice în secolul al IV-lea
Conflictele dintre politeiști și creștini s-au accentuat. Ca urmare, împăratul Teodosie I a decis în anul 386 e.n. ca singura religie legală a imperiului să devină creștinismul, politeismul roman să fie abolit și templele să fie distruse, iar în anul 393 a ordonat interzicerea Jocurilor Olimpice.

### Biserica în Imperiul Roman
Creștinismul a luat naștere în Imperiul Roman, în secolul I e.n.. Această religie este cunoscută de la origini și până în prezent datorită discipolilor lui Isus Cristos, prin scrierile primilor generații de creștini. Cele patru Evanghelii de la Matei, Marcu, Luca și Ioan prezintă vorbele, faptele, moartea și învierea, deci viața lui Iisus Hristos. Acestea alcătuiesc Noul Testament, pe care creștinii îl recunosc ca Sfânta Scriptură. Noul Testament împreună cu Vechiul Testament pe care îl au în comun cu evreii, alcătuiesc Biblia Creștină. Creștinismul se dovedește ca o religie revelată „...pentru că Dumnezeu s-a făcut el însuși cunoscut oamenilor și le-a dezvăluit promisiunile de legământ pe care el le propune pentru fericirea lor. Biblia este Cuvântul lui Dumnezeu pentru credincioși”. Încă de la începutul misiunii sale, Iisus a adunat mulțimi, a atras apostoli. Aceștia continuă opera lui Hristos întemeind comunități creștine în Siria, Asia Mică, Grecia, ajungând până la Roma. O dată cu extinderea creștinismului, ia naștere, la sfârșitul secolului al III-lea, monahismul. Apar, în răsărit, mănăstirile ortodoxe de la Muntele Athos și din Palestina, iar în apus cele de la Lerins și Marsilia. Creștinismul este influențat de împărțirea Imperiului Roman în două. În Imperiul Roman de Răsărit denumit și bizantin, se manifestă cultura grecească și se vorbește limba greacă, în timp ce în Imperiul Roman de Apus se dezvoltă cultura latină și se vorbește limba latină. Ambele rămânând pe poziții, patriarhul de la Constantinopol căută să fie recunoscut tot mai mult în imperiul său ca o autoritate comparabilă cu a Papei din Apus. Pe de altă parte, Papa ca succesor al lui Petru, dorește să-și afirme întâietatea în întreaga biserică.

#### Structurile bisericești
Creștinismul. deși avea același Dumnezeu peste tot, se practica diferit și era împărțit în trei zone. Cele trei zone erau: 
1. Europa Apuseană;
2. Europa Răsăriteană și Asia Mică;
3. Orientul Mijlociu și Palestina.

Existau cinci patriarhi:
1. Patriarhul Romei (Papa);
2. Patriarhul Constantinopolului (Patriarhul Ecumenic);
3. Patriarhul Antiohiei;
4. Patriarhul Ierusalimului;
5. Patriarhul Alexandriei.

#### Monahismul
În primele două secole de creștinism, unii creștini trăiau în izolare, în munți sau deșerturi, petrecându-și timpul în rugăciune. În anul 269, un pustnic egiptean numit Anton din Teba, a adunat laolaltă mai mulți pustnici, formând o comunitate ce avea să devină prima mănăstire creștină. Ideea aceasta a pătruns și în alte regiuni creștine, unde s-au întemeiat mănăstiri de călugări și de călugărițe. Unele comunități monahale (călugărești) erau legate prin reguli comune, cea mai celebră fiind Regula Sfântului Benedict. Acesta a fondat mănăstirea Monte Cassino din Italia, în jurul anului 529. Călugării din Ordinul benedictin munceau, se rugau și participau la ceremoniile religioase în grup.
Prin secolul al X-lea au apărut și alte ordine religioase. Clunizienii din Franța urmau reguli stricte de sărăcie și castitate ca reacție la corupția crescândă din sânul Bisericii. Ordinul cistercian, fondat prin anul 1115, era și mai sever, călugării rugându-se încontinuu și făcând munci agricole. Sfântul Francisc de Assisi a fondat, în anul 1206, Ordinul franciscanilor, iar Papa, în încercarea de a-și spori puterea și influența, a fondat, în anul 1216, Ordinul dominicanilor .
Mănăstirile ofereau adăpost drumeților și pelerinilor. Tot acolo se purta de grijă săracilor și bolnavilor, se spuneau rugăciuni pentru sufletele lor, li se dădea de mâncare și li se administrau medicamente făcute din plantele ce creșteau în curtea mănăstirii. De asemenea, mănăstirile aveau biblioteci cu lucrări clasice și biblice copiate de mână. Cea mai bună educație se dădea la mănăstire, unde călugării erau învățați limba latină, geometrie, astronomie, istorie, geografie, medicină și filozofie.

#### Probleme teologice
Apar certuri între 2 din cele 3 zone. Biserica Apuseană și cea Răsăriteană au avut numeroase conflicte terminate cu pace, în timp ce a 3-a zonă, cea din Orientul Mijlociu, începea să se destrame. Apoi au apărut numeroase alte probleme:

##### Probleme Trinitare
Erau problemele legate de Doctrina Trinitară a Creștinismului, modul de facere a Sfintei Cruci, purcederea Duhului Sfânt și altele. Această problemă s-a accentuat grav, așa se face că Biserica Apuseană a adoptat mai târziu dogma filioque.
Ca rezultat al acestor cercetări, azi este recunoscut pe larg că proto-ortodoxia a fost pur și simplu una din multele interpretări concurente ale creștinismului din biserica timpurie. Nu era nicicum o interpretare de la sine înțeleasă și nici o viziune care ar proveni de la apostoli. Apostolii, de exemplu, nu i-au învățat pe alții Crezul de la Niceea și nici măcar ceva comparabil cu acest crez. Într-adevăr, pe atât cât putem cunoaște trecutul, creștinismul era din cale-afară de divers în exprimările sale teologice.— Bart D. Ehrman, Lost Christianities: The Battle for Scripture and the Faiths We Never Knew

##### Probleme Cristologice
Problemele Cristologice erau probleme legate de natura lui Iisus Hristos . Prima menționare a unei astfel de probleme datează din sec al IV-lea e.n, când un preot, Arie din Alexandria (250-336 d.Hr), a declarat că Isus nu este același cu Tatăl Sfânt, ci este doar o creatură născută din El; Arie nu nega că Fiul e Dumnezeu, dar un Dumnezeu subordonat Tatălui. În anul 325 e.n., toți episcopii din toate cel 3 zone, și cei cinci patriarhi, împreună cu împăratul Constantin cel Mare, s-au întrunit în orașul Niceea, formând Primul Sinod Ecumenic al Bisericii Creștine. Aici s-a luat hotărârea scrierii Crezului de la Niceea, clarificându-se faptul că Iisus Hristos, conform Doctrinei Trinitare, că este unul și același cu Tatăl Sfânt, formând Sfânta Doime (ceea ce se numește binitarism; Duhul Sfânt a fost adăugat ulterior la Dumnezeire). Tot aici, arianismul (doctrina lui Arie), a fost condamnată ca eretică (idee greșită), iar Arie a fost și el excomunicat (exclus din comunitatea bisericii) și condamnat ca eretic. Toți episcopii prezenți s-au declarat de acord cu pozițiile teologice majore propuse de protoortodoxie, dat fiind că în acel moment alte forme de creștinism fuseseră „deja excluse, suprimate, reformate sau distruse”. Disputa s-a purtat între două interpretări bazate pe ortodoxia teologică a acelui moment. Deci era vorba de două interpretări la fel de ortodoxe care au intrat în conflict pentru a cuceri adepți și a defini noua ortodoxie.
Constantin cel Mare căuta unitatea creștinismului, așa că a căutat să-i împace pe arieni cu trinitarienii. Arius a fost reabilitat și rechemat din exil, dar a murit pe drum. Tabăra Crezului de la Niceea a pierdut ușor-ușor din putere; Crezul nu a fost condamnat, dar a fost pus la naftalină. Constanțiu al II-lea care i-a succedat lui Constantin pe partea bizantină din Imperiu a fost creștin arian, sau mai precis spus, semi-arian (o poziție care accepta un compromis între arianism și trinitarism).
Arianismul a continuat să existe la unele populații germanice până după sfârșitul secolului al V-lea. Unii istorici consideră că declinul și dispariția regatelor germanice (vandale, vizigote și ostrogote) vest-europene s-ar fi datorat faptului că regii lor germanici, fiind arianiști, erau considerați „păgâni” de restul creștinătății și astfel nu au primit nici un fel de sprijin din partea populației autohtone (preponderent catolic-ortodoxă).
Au mai apărut apoi și alte erezii, dar toate au fost combătute. Cea mai însemnată erezie poartă numele de monofizism, și a apărut mai târziu și a avut consecințe grave asupra Lumii Creștine.

### Bisericile Necalcedoniene
În secolul V e.n., apare o nouă erezie creștină numită monofizism. Această erezie a fost predicată de către Eutihie (348-454 e.n), un călugăr din Constantinopol, care a afirmat că Iisus Hristos are o singură natură, una divină - de aici și numele de monofizism (o singură natură). Această erezie era în dispute grave cu arianismul, ce susținea că Isus are două naturi, umană și divinā, nu cum susțineau monofiziții. Eutihie, împreună cu Dioscor, un alt călugăr, au predicat în întreg Orientul Mijlociu. În anul 451 e.n, pentru a combate erezia, împăratul Marcian a convocat un nou sinod ecumenic, Sinodul al IV-lea sau Conciliul de la Calcedon, la care au participat peste 370 de episcopi, printre care Patriarhul Anatolie al Constantinopolului, cinci delegați trimiși de Papa Leon I și Chiril din Alexandria, Patriarh al Alexandriei și reprezentant al Patriarhiilor de Ierusalim și Antiohia. La sinod s-a luat hotărârea că Isus Hristos are două naturi (una umană și una divină) - lucru aspru criticat de Patriarhul Chiril al Alexandriei și de Patriarhii Ierusalimului și Antiohiei, care erau adepți ai monofizismului. În acel moment s-a produs Schisma Bisericilor Orientale, când zona a treia s-a despărțit de celelalte două zone, iar Bisericile Alexandriei, Ierusalimului și Antiohiei s-au autointitulat Necalcedoniene (pentru că nu acceptau Sinodul de la Calcedon) sau Vechi-Orientale sau Copte (egiptene) pentru că sediul acestei erezii monofizite s-a aflat în Egipt, la Alexandria. Provinciile din Orientul Mijlociu au rămas sub controlul Imperiului Roman, dar au păstrat credința lor monofizită, rămânând izolate de celelalte 2 zone și de sinoadele lor. În secolul VII e.n. apare o nouă religie monoteistă, în Peninsula Arabică, religie numită Islam, ce ia în stăpânire populația arabă, zona a treia destrămându-se, convertind populația ei la Islam, iar Patriarhiile Copte rămânând fără nicio putere, singurele zone creștine rămase fiind Europa Apuseană și Europa Răsăriteană, rămase în conflict reciproc.

## Evul Mediu

### Imperiul Bizantin
După ce Imperiul Roman s-a împărțit în Imperiul Roman de Apus și Imperiul Roman de Răsărit, în anul 395 e.n., Cel de apus a căzut rapid, în anul 476 e.n., iar cel de răsărit s-a grecizat în secolul al VI-lea, renunțând la numele de roman, în favoarea celui de bizantin, de asemenea, în cadrul Imperiului Bizantin a apărut o formă de creștinism total diferit de cel din apus, cu rit grecesc, iar în imperiu se vorbea greaca.De asemenea, biserica era subordonată statului, iar Împăratul Bizantin era egal cu apostolii, și venerat în Biserica Răsăriteană fiind pictat în icoane și pe pereții bisericilor. Patriarhul Constantinopolului, Capul Bisericii Răsăritene, era a doua personalitate în imperiu, după împărat cu toate că el era cel ce îl încorona și îi dădea însemnele puterii religioase în Catedrala Hagia Sofia din Constantinopol. El a încercat de multe ori să obțină o putere egală cu cea a rivalului său din apus, Papa de la Roma, dar nu a reușit, fiind supravegheat în permanență de împărat. De asemenea, de-a lungul timpului, au existat mici conflicte între Patriarhii Constantinopolului și Împărații Bizantini.

#### Filioque
În anul 589 e.n., la Conciliul de la Toledo din Spania, Biserica Apuseană a hotărât ca în articolul din Crezul niceeano-constantinopolitan: cred întru Duhul Sfânt... care de la Tatăl purcede..., să se adauge și de la Fiul, această parte din Crez devenind: cred întru Duhul Sfânt... care de la Tatăl și de la Fiul purcede.... Acest adaos se numește Filioque („și de la Fiul”), un adaos ce a devenit dogmă în Biserica Apuseană, dar declarat erezie în Biserica Răsăriteană, acesta fiind una dintre principalele neînțelegeri ce au provocat Marea Schismă din anul 1054.

#### Luptele iconoclaste
În sec. VIII-IX e.n. au avut loc Luptele Iconoclaste, o perioadă sângeroasă în Imperiul Bizantin și în Biserica Răsăriteană. Totul a început după Al Doilea Asediu Arab al Constantinopolului (717-718), asediu ce s-a încheiat cu victoria bizantinilor. Cu toate acestea, împăratul bizantin Leon al III-lea Isauricul (717-741) din acea perioadă, s-a gândit că arabii au câștigat atâtea bătălii deoarece îl aveau pe Dumnezeu de partea lor. El știa că în Islam nu există nicio reprezentare a divinității, fiind o erezie sā o pictezi din moment ce nimeni nu a vāzut-o. El a mai crezut și că Dumnezeu i-a părăsit pentru că ei aveau picturi și icoane cu sfinți, Iisus, Maica Domnului. A ordonat imediat ca icoanele șǎ fie distruse. Au apărut certuri între împărat și patriarh. În acel moment, Imperiul Bizantin era împărțit în două tabere: iconoclaștii (cei ce voiau să distrugă icoanele), conduși de împărat, și iconodulii (cei ce se închinau icoanelor și le apărau), conduși de Patriarhul Constantinopolului. În timpul luptelor iconoclaste, bisericile răsăritene nu aveau icoane și nici nu erau pictate, dar aveau o cruce pictată cu ulei sau vopsea ce indica direcția răsăritului . În cele din urmă luptele au luat sfârșit, în anul 787, prin Al Doilea Conciliu de la Niceea, totuși, au apărut și Patriarhi ai Constantinopolului iconoclaști, iar luptele au continuat, sfârșindu-se cu adevărat abia în anul 843, cu victoria iconodulilor. Aceste lupte sângeroase au lăsat urme adânci imperiului și relațiilor sale cu Occidentul, mai ales că Biserica Apuseană nu acceptase iconoclasmul, aceasta fiind una din cauzele Marii Schisme din anul 1054 .
A existat o continuă opoziție față de imagini și abuzul lor în creștinism din cele mai vechi timpuri ale sale. „Oricând imaginile amenințau să obțină influență prea mare, teologii au căutat să le lipsească de puterea lor”. Mai departe, „nu există vreun secol între al patrulea și al optulea în care să nu existe dovezi de opoziție din cadrul Bisericii față de folosirea imaginilor”. Totuși, favoarea populară acordată icoanelor le-a garantat existența în timp ce nu au existat apologii sistematice pentru sau contra lor, sau vreo autorizare sau condamnare oficială a folosirii lor.
Folosirea icoanelor a fost serios atacată de către autoritățile Imperiului Bizantin în secolul al optulea. Deși în acel moment opoziția față de imagini era puternic înrădăcinată în iudaism și islam, atribuirea unui elan către o mișcare iconoclastă din partea evreilor și musulmanilor de către ortodoxia răsăriteană „pare să fi fost puternic exagerată, atât de contemporani cât și de istoricii moderni”.
Deși semnificativă în istoria dogmelor religioase, controversa bizantină asupra imaginilor nu este văzută de mare importanță în istoria Bizanțului. „Puțini istorici mai susțin că ea ar fi fost cea mai importantă dezbatere a perioadei...”.

### Marea Schismă
Marea Schismă din 1054 este un eveniment ce a împărțit creștinismul în două mari ramuri, vestică (catolică) și estică (ortodoxă). Anul în care s-a petrecut este 1054, deși tensiunile datau de multă vreme între creștinătatea latină (apuseană) și cea greacă (răsăriteană). Pentru mai multe detalii vedeți Marea Schismă.

### Creștinarea Europei Apusene
Biserica Apuseană, o instituție ecleziastică apărută încă de la divizarea Imperiului Roman în cel de răsărit și cel de apus, a fost o biserică creștină cu o influență foarte mare în Europa Occidentală . După căderea Imperiului Roman de Apus, în anul 476 e.n., ea a rămas singura instituție organizată din Apusul Europei, păstrând tainele limbii latine. Biserica Apuseană, fiind pe cale de dispariție rămânând doar cu câteva teritorii din Italia, a rămas într-o continuă luptă cu Biserica Ariană care avea numeroși adepți în rândul popoarelor germanice, mai precis în rândul vizigoților, ostrogoților și vandalilor. În anul 496 e.n., francii, un popor de origine germanică, conduși de Regele Clovis sunt evanghelizați de către Biserica Apuseană. Francii înving popoarele germanice ariene, creând un mare imperiu ce cuprindea în est și în sud-est teritoriile luate de la germanii arieni și eliminându-i definitiv pe aceștia și pe Biserica lor Ariană din Europa, singuri care reușesc să scape sunt vizigoții ce se refugiază în Peninsula Iberică, unde creează un regat arian, dar în anul 568 sunt evanghelizați și ei de către Biserica de la Roma. După înlăturarea ereticilor arieni, Biserica Apuseană intră într-o expansiune de evanghelizare a Europei Occidentale desfășurată în 3 etape: Prima Etapă (până în anul 700) - evanghelizarea Angliei Anglo-Saxone, Irlandei, Scoției și a părții sud-estice a Imperiului Franc ce mai avea câteva teritorii ariene . A Doua Etapă (până în anul 800) a constat în evanghelizarea părți răsăritene a Imperiului Franc (tot în această etapă, Imperiul Franc se destramă în două părți: una de răsărit, devenind Imperiul Romano-German și una de apus, care va deveni Regatul Franței). A Treia Etapă (până în anul 1054) a constat în evanghelizarea Regatelor Danemarcei, Poloniei, Norvegiei sudice și sud-vestice, Suediei sudice și sud-estice, Ungariei, Croației și Islandei. Până în anul 1054 Biserica Apuseană era organizată într-o rețea de episcopii, 22 de arhiepiscopii și 3 patriarhii: Patriarhia de la Aquileia (desființată în anul 1752), Patriarhia de la Grado (desființată în anul 1451) și Patriarhia de la Roma (care era patriarhia supremă, unde se afla Patriarhul Romei, cu titlul de Papă (Tată al Bisericii), considerat conducătorul suprem al Bisericii Apusene, succesorul Sfântului Petru, Regele Apostolilor. După Marea Schismă din anul 1054, când Biserica Apuseană s-a excomunicat reciproc cu Biserica Răsăriteană, Biserica Apuseană s-a autointitulat Catolică (Universală), adică prima Biserică Creștină a lumii, considerând restul bisericilor creștine ca fiind secte schismatice ce s-au rupt de biserica mamă a Romei.

### Creștinarea Europei Răsăritene
Biserica Răsăriteană este o instituție ecleziastică apărută în același timp cu Biserica Apuseană, dezvoltându-se în cadrul Imperiului Roman de Răsărit și având o mare influență în Europa Răsăriteană. Această biserică era foarte diferită de cea apuseană, deoarece existau diferențe, cum ar fi, spre exemplu, faptul că ritul era grecesc și liturghia se făcea în limba greacă. Încă de la începuturile ei, Biserica Răsăriteană se autointitulase Ortodoxă („de dreaptă credință”), adică singura biserică ce propovăduia adevărata cale a Creștinismului, considerând restul formelor de Creștinism Răsăritean (monofizismul, arianismul și nestorianismul) ca fiind eretice. În secolele VI-VII, Imperiul Roman de Răsărit a suferit un proces de grecizare, astfel, Biserica Răsăriteană grecizându-se și mai mult.
Încă din secolul al V-lea, Biserica Răsăriteană era în conflict cu Bisericile Copte din sudul imperiului, care propovăduiau răspândirea ereziei monofizite. Deoarece Patriarhiile Alexandriei, Antiohiei și Ierusalimului deveniseră copte sau monofizite, au fost puși în aceste orașe și câte un patriarh grec ce era în comuniune cu Biserica Bizantină. În secolul al VII-lea a apărut Islamul, o nouă religie înființată de Profetul Mahomed, religie ce a unificat triburile arabe într-un Califat (Imperiu) și care a intrat în război cu Bizanțul, cucerindu-i provinciile sudice, unde erau monofiziții și patriarhiile lor copte și convertind, astfel, mulți dintre ei la islam. Începând cu anul 814, slavii sudici păgâni au dezlănțuit persecutarea creștinilor în spațiul Bulgariei, afectând, probabil, și creștinii români
După înlăturarea ereticilor monofiziți, Biserica Răsăriteană Bizantină intră într-o expansiune de evanghelizare a Europei Răsăritene. Această expansiune s-a desfășurat în două etape. Prima etapă (până în anul 800) a constat în evanghelizarea Regatelor Slave din Sud (ale Bulgariei și Serbiei) și a regiunilor vestice și nordice ale Mării Negre (mai precis în Dobrogea și în Peninsula Crimeea, dar și regiunile Armeniei și Georgiei de astăzi). A doua etapă (până în anul 1054) a constat în evanghelizarea Principatelor Slave din Est ale Rusiei Kievene. Până în anul 1054 Biserica Răsăriteană era organizată într-o rețea de episcopii, 42 de mitropolii și 7 patriarhii: Patriarhia de la Constantinopol (aceasta fiind patriarhia supremă deoarece era patriarhie imperială și acolo se afla Patriarhul Constantinopolului cu titlul de Patriarh Ecumenic (Părinte Universal), conducător suprem al Bisericii Răsăritene), Patriarhia Greacă de la Antiohia, Patriarhia Greacă de la Ierusalim, Patriarhia Greacă de la Alexandria, Patriarhia de la Valarsapat (desființată în secolul al VII-lea), Patriarhia de la Dvin (desființată în secolul al VII-lea) și Patriarhia de la Seleucia (desființată din secolul al VII-lea). În anul 1054 a avut loc Marea Schismă, când Biserica Răsăriteană l-a excomunicat pe capul Bisericii Apusene (Papa) și autointitulându-se, de atunci, Biserica Ortodoxă, aceasta fiind subdivizată în Biserica Greacă (Imperiul Bizantin), condusă de Patriarhul Constantinopolului, și Biserica Slavă (Rusia), ce era condusă de Mitropolitul Kievului, ambele biserici ortodoxe având sediul la Constantinopol și fiind în subordinea Patriarhului Ecumenic.

### Reforma bisericească din Cluny
Această reformă fost o mișcare inițiată de către monahii unei mănăstiri franceze ce aparținea Ordinului Călugărilor Benedictini, fondată în anul 910 la Cluny. Reforma a luat amploare grație abaților de acolo, care erau pioși și cu o voință de fier. Accentul se punea pe celibatul clericilor și pe lupta cu simonia (termen provenind de la Simon Magul și presupunând vinderea de funcții bisericești și de bunuri spirituale). Papa Grigore al VII-lea a imprimat, însă, mișcării și o direcție politică: noua superioritate morală trebuia să îi caracterizeze și pe conducătorii laici. După acest moment, în special în Sfântul Imperiu Roman, papii au pretins controlul asupra monarhilor și s-au opus numirii clericilor de către împărat. Inițial, această reformă a urmărit să purifice biserica de bunurile și influențele lumești, dar, după ce a intervenit Papa, reforma a urmărit mărirea puterii papalității.

### Controversa investiturii
Controversa investiturii reprezintă o perioadă de lupte între împărații germani și papii de la Roma pentru conducerea și supremația în Sfântul Imperiu Roman. Conflictul a început în anul 1075, când Sfântul Împărat Roman Henric al IV-lea a decis să numească el episcopii din imperiu, fără aprobarea papei. În vremea aceea, în Europa Apuseană, regii ascultau de papă, deoarece le era frică să nu fie excomunicați și să își piardă puterea; spre deosebire de Imperiul Bizantin, unde statul conducea biserica, în apus biserica conducea statul. Ca răspuns la ofensa adusă papalității de către Henric al IV-lea, Papa Grigore al VII-lea l-a excomunicat din Biserica Romano-Catolică iar poporul nu l-a mai recunoscut ca împărat roman și și-a pierdut puterea. Pentru a o recupera, Henric s-a dus la Roma să își ceară iertare, unde a stat trei zile în frig, până ce Papa a ieșit afară să îl ierte și să ridice anatema excomunicării deasupra lui. Cu toate acestea, controversa investiturii din cadrul Sfântului Imperiu Roman a continuat până în anul 1122, când a avut loc Concordatul de la Worms, unde s-a luat hotărârea că doar Papa putea numi episcopii. De asemenea, astfel de controverse au apărut și în Anglia și Franța, dar au fost rezolvate mai ușor .

### Cruciadele
Cruciadele erau expediții militare organizate la îndemnul Bisericii Catolice, cu participarea monarhilor Europei apusene, în secolele XI-XIII, cu scopul de a elibera Țara Sfântă (Palestina) de sub dominația musulmanilor. În secolele X-XI, viața religioasă în Occidentul Creștin al Europei cunoaște o perioadă de revitalizare. Aceasta se manifesta prin mișcări de reformă în interiorul bisericii, așa cum au fost mișcările clunice și gregoriene, precum și apariția unor noi ordine religioase (Ordinul Călugărilor Cistercieni ). Acest simț al pioșeniei a dus la creșterea numărului de pelerinaje către Locurile Sfinte din Palestina, aflată sub stăpânire musulmană încă din secolul VII . Creștinii puteau vizita Palestina, plătind o taxă impusă de arabii musulmani, dar situația s-a schimbat atunci când turcii selgiucizi au devenit conducătorii lumii Islamice, ucigându-i fără milă pe bieții pelerini creștini. De asemenea, și Imperiul Bizantin, care era ortodox, era și acesta în război cu Imperiul Selgiucid (care era islamic). Pierzând multe teritorii,în anul 1095, împăratul bizantin Alexios I Comnen a făcut apel la sprijinul Occidentului Latin, în ciuda Marii Schisme din anul 1054. Apelul a fost auzit la Roma de către Papa Urban al II-lea, care, fiind conștient de pericolul Islamului, a hotărât să îi ajute pe grecii ortodocși. El a predicat prin Conciliile de la Piacenza și Clermont, convingându-i pe oameni să lupte în Cruciade (de la latinescul crucifix=cruce), promițându-le că, indiferent de ce crime au comis (violuri, jafuri, omoruri) dacă vor lupta și vor muri în Armata lui Dumnezeu, toate păcatele le vor fi uitate și vor ajunge în Rai. Au apărut multe ordine de călugări războinici (Ordinul Teutonic, Ordinul Ioaniților, Ordinul Templierilor), ordine ce au îndeplinit un rol foarte important în epocă a cruciadelor. Ulterior, papii au abuzat de puterea lor de a invoca cruciade, uitând de adevăratul țel (acela de a recuceri, în numele lui Dumnezeu, Țara Sfântă) și au inițiat cruciade în diverse alte scopuri: eliminarea unor secte eretice (exemplu: Cruciada împotriva albigensilor, o sectă ce considera că Biserica Catolică era malefică ) sau evanghelizarea unor popoare păgâne (Cruciadele Nordice pentru catolicizarea statelor păgâne baltice) sau pentru stoparea expansiunii otomane (Cruciadele Târzii) .

### Căderea Constantinopolului și expansiunea Bisericii Slave
În anul 1453 Constantinopolul, centrul ortodoxismului și capitala Imperiului Bizantin, a fost cucerit de către sultanul otoman Mahomed al II-lea și de armata sa de ieniceri musulmani, punând capăt culturii bizantine. Astfel, Biserica Greacă ajunge într-un declin, retrăgându-se în teritoriile actuale ale Greciei, iar Patriarhia Constantinopolului rămânând fără nicio influență și putere. Ulterior, Constantinopolul este redenumit Istanbul, iar bisericile ortodoxe din oraș sunt fie arse , fie convertite în moschei, cum este cazul catedralei ortodoxe Hagia Sofia, care a devenit Moscheea Imperială a Imperiului Otoman.
Cu toate că Biserica Greacă a pierdut multe teritorii și Constantinopolul a intrat în mâinile turcilor islamici, Biserica Slavă s-a bucurat de o perioadă de prosperitate. Încă din anul 988 e.n., Rusia avea o episcopie la Kiev, aflată sub jurisdicția religioasă a Patriarhului de la Constantinopol. Până în anul Marii Schisme, 1054, Episcopia Kievului a fost ridicată la grad de mitropolie și conducătoare a Bisericii Slave, dar tot sub ascultarea Patriarhiei Constantinopolului. În anul 1589 Mitropolia Kievului își proclamă independența față de Patriarhia Constantinopolului și își mută reședința la Moscova, unde se autointitulează Patriarhia Moscovei. În același timp, cnezatele scindate ale Rusiei se unesc și formează Imperiul Țarist Rus, cu capitala la Moscova, ce devenise noul centru al ortodoxismului și se autointitulează A treia Romă. Biserica Ortodoxă Rusă începe o expansiune spre Răsărit, pe tărâmurile Siberiei, fiind sprijinită de către țarii (împărații) Rusiei, care se considerau moștenitori direcți ai Imperiului Bizantin.

## Perioada Reformei Protestante

### Miscări premergătoare Reformei
Reforma Protestantă a fost o mișcare religioasǎ în secolul al XVI-lea, provocată de abuzurile Bisericii Romano-Catolice. Ea a fost declanșată prin afișarea de către Martin Luther , pe ușa bisericii din orașul Wittemberg, la 31 octombrie anul 1517, a celor 95 de teze împotriva învățăturilor Bisericii Romano-Catolice. De fapt, afișarea acelor teze nu a fost prima manifestare împotriva dogmelor catolice , prima fiind cea a lui Jan Hus, un reformator boemian, care critica secularizarea bisericii și a papalități . În anul 1415 el a fost condamnat la ardere pe rug ca eretic, moartea sa creând mari revolte religioase în Boemia (Cehia de astăzi) .

### Biserica Luterană
Biserica Luterană este o biserică creștină înființată de către călugărul augustin Martin Luther în timpul Reformei Protestante din secolul al XVI-lea. Această biserică consideră, de altfel, ca toate Bisericile Protestante, că Biblia este singurul izvor al credinței și că în ea se găsesc adevăratele învățături ale creștinismului; în consecință creștinii nu ar trebui să creadă în spusele Papei, așa cum fac catolicii, sau în tradițiile antice cum fac ortodocșii. Aspectul teologic principal al acestei biserici este faptul că toți oamenii se pot mântui dacă citesc și cred în Biblie. Această biserică a apărut în Sfântul Imperiu Roman, dar s-a răspândit rapid în Scandinavia și țările baltice.

### Biserica Calvină
Biserica Calvină, cunoscută și sub denumirea de Biserica Protestantă, este o biserică înființată de către Jean Calvin și Ulrich Zwingli, în timpul Reformei Protestante. Baza teologiei calvine este doctrina predestinării absolute și a grației divine irezistibile a aleșilor și a celor condamnați la „judecata de apoi”, adică Dumnezeu stabilea de la bun început dacă un individ era salvat sau condamnat, respingând, astfel, complet liberul arbitru.Natura acestei selecții, deși inflexibilă, era detectabilă prin circumstanțele vieții, bogăției și norocului fiecărui om. Calvinismul respinge dogma prezenței reale a "trupului și sângelui Domnului" în împărtășanie, invocarea sfinților, instituția episcopatului, închinarea și slujirea la chip cioplit, icoane și statui, nepracticarea semnului crucii, care ar fi o batjocură pentru Dumnezeu. Predicatorii sunt aleși de către credincioși și fiecare din bisericile calviniste este condusă spiritual de un consiliu ales.Calviniștii credeau că Această biserică a apărut în Elveția, dar s-a răspândit și în Olanda, Franța, Ungaria, Transilvania, Scoția și Polonia

### Biserica Anglicană
Biserica Anglicană (Church of England) este o biserică istorică, apărută în Anglia, în timpul Reformei Protestante. A fost înființată în urma desprinderii regelui Henric al VIII-lea de Roma. Motivul rupturii a fost dorința regelui Henric de a divorța de Catherine de Aragon, act interzis de Biserica Romano-Catolică. Acesta trimis o scrisoare Papei Clement al VII-lea prin care l-a rugat să accepte divorțul, dar papa nu a acceptat. În acea vreme circulau ideile noi ale Reformei Protestante și regele, supărat, s-a rupt de Biserica Romei, a înființat Biserica Anglicană, biserică autohtonă a Angliei și s-a autoproclamat Cap al Bisericii Anglicane, divorțând de Catherine de Aragon. Ulterior, Henric a mai avut alte 5 neveste. Această biserică este organizată într-o ierarhie condusă de către Arhiepiscopul de Canterbury. Din Anglia această biserică s-a răspândit, mai ales, în Scoția și în Statele Unite ale Americii, sub denumirea oficială de Biserica Episcopaliană.

## Perioada modernă

### Vrăjitoarele
Vrăjitoarele sunt femei care susțin că au fost înzestrate de Dumnezeu sau natură cu puteri supranaturale care le permit sa citească viitorul, să facă farmece, miracole și chiar să provoace dezastre. Conform preceptelor creștinismului, ele nu sunt nimic altceva decât slujitori ai Diavolului. Lupta creștinismului contra vrăjitoarelor a fost înfrântă în țările civilizate, vrăjitoria fiind decriminalizată, iar vrăjitoarele beneficiază de drepturile omului. Multe vrăjitoare și vrăjitori s-au organizat în propria lor religie, Wicca, religie care există în mod legal în mai multe țări.
Până la circa 1300, Biserica Catolică, deși admitea existența Diavolului și a demonilor, nu credea că există vrăjitoare.:60–63 În timp ce istoricii nu au reușit să identifice o singură cauză a ceea ce a devenit cunoscut sub numele de „frenezia vrăjitoarelor”, oamenii de știință au observat că, fără a schimba doctrina bisericii, s-a dezvoltat un curent de gândire nou, dar comun, conform căruia vrăjitoarele sunt atât reale, cât și răuvoitoare. Dosarele inchizitorilor arată: credința în magie a rămas atât de răspândită, încât i-a convins pe unii istorici că creștinismul nu a câștigat niciodată cu adevărat mințile oamenilor din mediul rural. Probabil vânătoarea de vrăjitoare a fost declanșată de mica eră glaciară.:335 Majoritatea acuzațiilor de vrăjitorie au pornit de la oamenii de rând, iar autoritățile nu și-au dat silința să le urmărească penal pe vrăjitoare; procesele erau adesea civile (lumești) și nu religioase.:xiii Majoritatea proceselor au avut loc în Germania de Sud-Vest, între anii 1561 și 1670. Numărul total de victime a fost estimat la circa 40 mii, în timp ce în secolul XIX se credea că au fost nouă milioane de victime.

### Iluminismul
Iluminiștii militau pentru toleranță și libertate religioasă neîngrădită.

### Imperiul Otoman
Imperiul Otoman a cucerit întreg teritoriul ortodoxismului grec și unele teritorii ale celui rus. Teritoriile și-au păstrat religia ortodoxă prin plata tributului, însă Tracia, Crimeea și unele regiuni din Balcani (Albania, Muntenegru, Kosovo, Bosnia, Herțegovina, Croația și Macedonia de azi) au fost convertite la Islam.

### Dictaturile secolului al XX-lea
În secolul al XX-lea multe țări au avut regim comunist, care propaga o ideologie ateistă (stat ateu sau ateism de stat), cu sau fără toleranță pentru religiile tradiționale/majoritare.

### Mișcarea ecumenică
Ecumenismul este o mișcare religioasă care urmărește înțelegerea între toate bisericile creștine și apropierea dintre ele.

### Teologia liberală
Creștinismul liberal este o adaptare a teologiei creștine prin înglobarea datelor științei moderne și ale istoriei moderne, inclusiv ale arheologiei. Este un efect al victoriei iluminismului în civilizația occidentală.

### Fundamentalismul
Fundamentalismul este opusul teologiei liberale, zisă și modernism. Fundamentaliștii resping aplicarea metodei istorice (critica surselor sau critica istorică) la textele sfinte și religiile proprii. De asemenea, ei resping datele științifice care contrazic interpretarea pe care ei o dau Scripturii.

### Evanghelicii
Evanghelicii sunt creștini protestanți (deci bazați pe Sola Scriptura) care nu vor să fie nici creștini liberali, nici fundamentaliști.

### Creștini nominali și creștini culturali
Creștinii nominali sunt persoane care se identifică drept creștini, dar covârșitor nu sunt active religios.
Creștinii culturali sunt atei sau agnostici care se identifică din punct de vedere cultural cu valorile creștine.

## Prognoze
Conform estimărilor, țara cu cel mai mare număr de creștini în 2030 va fi China.

### Introduceri
- Jean-Marie Mayeur (coordonator), Histoire du christianisme : des origines à nos jours, Ed.: 1990-2000 en 13 tomes.
- Bernd Moeller: Geschichte des Christentums in Grundzügen, UTB, 9. Auflage 2008, ISBN 3-8252-0905-9

### Dicționare și enciclopedii
- Theologische Realenzyklopädie
- Lexikon für Theologie und Kirche
- Religion in Geschichte und Gegenwart
- Biographisch-Bibliographisches Kirchenlexikon
- Le Dictionnaire de Spiritualité
- Dictionnaire de Théologie Catholique
- Reallexikon für Antike und Christentum
- Dictionary of the History of Ideas
- Historisches Wörterbuch der Philosophie
- Encyclopedia of Philosophy
- Stanford Encyclopedia of Philosophy
- Internet Encyclopedia of Philosophy
- Pauly-Wissowa.
- Jean-Marie Mayeur, Charles und Luce Pietri, André Vaucher, Marc Venard (Hrsg.): Die Geschichte des Christentums. Religion Politik Kultur. Deutsche Ausgabe herausgegeben von Norbert Brox, Odilo Engels, Georg Kretschmar, Kurt Meier, Heribert Smolinsky. Herder, Freiburg i Br. 1991ff (14 Bände, Online: Prezentare)
- Ernst Dassmann: Kirchengeschichte. Kohlhammer, Stuttgart 1991–1999 (Kohlhammer Studienbücher Theologie. 10).
- Carl Andresen: Handbuch der Dogmen- und Theologiegeschichte. 2. Auflage. Vandenhoeck & Ruprecht, Göttingen 1999.
- Raymund Kottje, Bernd Moeller (Hrsg.): Ökumenische Kirchengeschichte. Matthias-Grünewald-Verlag, Mainz 1970 (3 Bände).
- Herbert Smolinsky, Klaus Schatz: Kirchengeschichte der Neuzeit. Patmos, Düsseldorf 1993, ISBN (Leitfaden Theologie. 21, 2 Bände).
- Herlihy, David (6 iunie 2023). „The emergence of modern Europe, 1500–1648/Aspects of early modern society”. Britannica. Accesat în 30 iulie 2023.
- Jones, A. H. M. The Later Roman Empire, 284–602: A Social, Economic, and Administrative Survey [Paperback, vol. 1] ISBN: 0-8018-3353-1 Basil Blackwell Ltd. 1964.

- Gaddis, Michael. There Is No Crime for Those Who Have Christ. Religious violence in the Christian Roman Empire. University of California Press, 2005. ISBN: 978-0-520-24104-6.

- Gibbon, Edward (1836) [1782]. The History of the Decline and Fall of the Roman Empire. New York: Harper & Brothers  – via Project Gutenberg.

### Biblioteci
- Biblioteca Dumitru Stăniloae a Mitropoliei Moldovei și Bucovine din Iași
- Bibliothek der Evangelischen Arbeitsgemeinschaft für Kirchliche Zeitgeschichte (München)